# Chordeiles
Genre
Le genre Chordeiles regroupe six espèces d'engoulevents appartenant à la famille des Caprimulgidae.

## Liste des espèces et des sous-espèces
D'après la classification de référence (version 2.8, 2011) du Congrès ornithologique international (ordre phylogénique) :
- Chordeiles nacunda – Engoulevent nacunda
- Chordeiles pusillus – Engoulevent nain
- Chordeiles rupestris – Engoulevent sable
- Chordeiles acutipennis – Engoulevent minime
- Chordeiles minor – Engoulevent d'Amérique
- Chordeiles gundlachii – Engoulevent piramidig